# 邦咯条约
《邦咯條約》或稱《1874年邦咯協定》，是1874年1月20日由海峽殖民地總督克拉克（Andrew Clarke）與霹靂苏丹和當時的兩大華人私会党（海山和义兴）領袖在英國軍艦HMS Pluto所簽訂的條約。主要的目的是解決霹靂糾紛對海峽殖民地的經濟影響，同時也使英國放棄對馬來各邦所採取的不干涉政策，繼而讓英國有機會參與馬來半島各邦的事務。

## 歷史背景

### 霹靂王位的爭奪
霹靂是馬來半島重要的錫產區。在19世紀20年代時，英国已经开始关注霹雳；对霹雳虎视眈眈的暹罗于1826年以后更派遣军队入侵霹雳，结果遭受英国指责违反柏尼條約的協議。過後，海峽殖民地便派兵將暹罗兵赶走，并和霹雳蘇丹签订盟约，规定霹雳受英国保护，同时不得向暹罗进贡金花或者其他的贡品。这就是英国所谓的不干预政策。
在19世纪50年代，霹雳大臣在苏丹阿里（Sultan Ali）去世后，并没有扶正二王拉惹阿都拉（Raja Abdullah）为苏丹，反而拥立三王拉惹伊斯迈（Raja Ismail），而另一位被排挤在权力范围的拉惹尤索夫（Raja Yusof）也宣称有继承王位的权利，于是引起王位继承的纠纷。
除了拉惹阿都拉和苏丹依斯迈争夺权力的因素之外，拿律战争同时也影响了该项条约，这导致形成了两个华人黑社会帮派，即由陈亚炎为首的义兴派和郑景贵为首的海山派结怨，以争夺锡矿。当时拉惹阿都拉支持义兴派，于是苏丹伊斯迈转而支持海山派。结果导致双方的械斗事件升级，拉律地区笼罩在腥风血雨之中，史称拿律战争。

### 海峡殖民地新总督上任

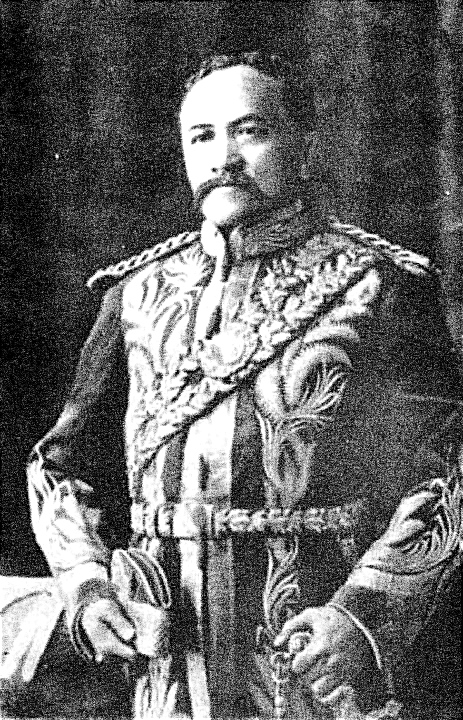
苏丹阿都拉

由于霹雳皇室的权利斗争和两大华人会党之争，导致海峡殖民地的贸易活动深受影响。1873年，海峡殖民地的新任总督克拉克上任后，就遭到海峡殖民地立法议员和英商施加的压力，要求英国放弃对马来土邦所采取的不干涉政策，以确保锡矿的生产。

## 《邦咯条约》的签订
1874年，克拉克以拉惹阿都拉的来信承认他为霹雳蘇丹为借口，趁机邀请有关的马来酋长和两大华人会党的领袖进行谈判，结果签订《邦咯条约》。在这次的谈判中，海山派的代表是郑景贵，而义兴派的代表是陈亚炎。

## 条约的内容
《邦咯条约》的主要内容如下：
1. 承认拉惹阿都拉霹雳蘇丹；
2. 现任苏丹伊斯迈退位，仍为二王，并给于土地和每个月1000墨西哥比索；
3. 霹雳苏丹接受一名英国参政司。除了有关宗教以及马来习俗之外，其余一切政务苏丹必须征求参政司的同意；
4. 承认卡伊布拉欣对拉律的权利，拉律也必须接受一名助理参政司，以协助处理有关的行政事务；
5. 把天定（Dinding）与附近的岛屿割让给海峡殖民地。

至于华人两大会党之争，则由海峡殖民地总督进行调解，总督委派的调解员包括陆军上校邓禄普（Colonel Dunlop）、瑞天咸（Frank Swettenham）、毕麒麟（W. A. Pickering）和史必地上尉（Captain T. C. S. Speedy）。他们召集两派领袖会议，达致和解，各交5万元作为保金，拆除防御工事，释放俘虏，停止对抗，保证今后不再挑起事端。从此拉律地区恢复秩序，因此就以中文的「太平」为拉律的地名。

## 影响
《邦咯条约》成功化解了霹雳长久以来的纠纷，恢复海峡殖民地与霹雳的商业关系；同时也为英国正式取得干涉马来半岛土邦的权利，造成英国当局无所顾忌马来土邦的问题而涉及干涉。由此，霹雳正式成为英国的殖民地。
这个事件也成为马来民族主义的开端。

## 历史驳论
2024年，马来西亚理科大学历史系高级讲师阿兹米阿里芬（Azmi Ariffin）博士表示，自20世纪70年代以来，关于《邦咯条约》的背景一直存在争议，这主要归咎于缺乏事实资料和来源。根据他的研究，霹雳苏丹阿里（Sultan Ali）去世后，二王拉惹阿都拉（Raja Abdullah）和三王拉惹伊斯迈（Raja Ismail）都不想继承苏丹之位，而是建议拥立苏丹的儿子拉惹奥斯曼（Raja Osman）继承，但拉惹奥斯曼也和两人有相同立场，在无奈下拉惹伊斯迈才成为新苏丹，因为根据霹雳州习俗，已故苏丹的遗体只有在新苏丹即位后才会下葬。阿兹米阿里芬认为，虽然马来西亚历史教科书记录了「霹雳州苏丹国王位的斗争」，然而根据英国方面的消息来源称不存在王位争夺的情况，同时历史课本上也说霹雳州当时正发生内战，但这些都没有具体说明。